# ¿Quién mató a Cristián Kustermann?
¿Quién mató a Cristián Kustermann? es una novela policiaca del escritor chileno Roberto Ampuero publicada en 1993. Es la primera obra de la serie sobre el detective privado Cayetano Brulé, a la que han seguido Boleros en La Habana (1994), El alemán de Atacama (1996), Cita en el Azul Profundo (2004), Halcones de la noche (2005), El caso Neruda (2008) y Bahía de los misterios (2013). Con ella Ampuero ganó el premio de la Revista de Libros de El Mercurio de 1993.

## Trama
Cayetano Brulé es un detective privado de origen cubano que reside en Valparaíso. En esta novela se presenta Cristián Kustermann, un adinerado empresario de origen alemán que cospene  cuando la partió en  Alemania, donde residió por doce años y adoptó ciertas ideas izquierdistas, contrarias al pensamiento político de su padre, un hombre de derecha. Al volver de Europa estableció una pizzería en Reñaca. Una noche, mientras hacía la caja de la tienda, ingresaron unas personas encapuchadas y mataron a Cristián. Carlos Kustermann contrata a Cayetano Brulé, de quien ha recibido buenas recomendaciones, para que esclarezca el ilícito.

## Algunos personajes
Cayetano Brulé: Es el protagonista de la obra, el detective de origen cubano que se dedica a resolver el caso del asesinato de Cristián Kustermann. Muestra profesionalismo a medida que va resolviendo el caso, aunque en sus inicios aceptó la investigación por la gran suma de dinero que le ofrecía Carlos Kustermann. A medida que la obra transcurre va conociendo a una variedad de gente relacionada con el pasado de Cristián, que con sus versiones e historia le ayudan a desenvolver el misterio y armar el rompecabezas. Su investigación se inicia en Valparaíso, después deriva a Alemania para finalmente terminar en Cuba y Santiago.pelli

Carlos Kustermann: Padre de Cristián, empresario muy influyente y de mucho dinero, que desea que el caso de su hijo sea resuelto para mantener el prestigio de su familia.
Bernardo Suzuki: Joven de origen japonés ayudante de Brulé; se encarga de ordenar los papeleos de la oficina, hacer llamadas, investigar personas claves, en fin, encargos que el detective le solicita para la investigación.
Samuel Leniz: Al comienzo de la obra se muestra muy interesado en contribuir en la investigación encabezada por Brulé; pero cuando va camino a Santiago muere "accidentalmente" en un choque de autos.
Victorio Triana: Fiel y buen amigo de Cristián mientras este vivió en Alemania, era la única persona que sabía lo que este había hecho en su estadía en Cuba.
Silvio Guerra, en realidad Albert Kollman: Asesino de Cristián y Samuel por temor a que estos revelaran el operativo y fuera a parar a la cárcel. De origen chileno, pero aparentando ser alemán, Silvio vivía en una gran casa junto a su esposa, en donde en el subterráneo guardaba varias armas de portación ilegal.
Alejandro Barra, El Zapallo: Fue un gran amigo de Kustermann, el último de los 4 que conformaron la hermandad. También fue parte de la Instituto Técnico Militar, pero rompió con el movimiento, ya que estaba hastiado de los atentados terroristas en que había caído gente inocente y no los militares involucrados, aunque sigue pensando de la misma forma.
Jelle Schwarzkopf: Era de cabello rubio, ojos azules y delgada. Esta fue la novia que tuvo Kustermann mientras estuvo en Alemania; Ella tenía una participación activa en grupos de apoyo a movimientos revolucionarios de América Latina.
Magali Castejón: De cuerpo fino, unos 30 años y un rostro severo de enormes ojos cafés. Novia de Cristián en Cuba, de ella tuvo un hijo, Albertico, pero abandonó al niño a los 2 años, al salir del país. Ella también compartía los pensamientos comunistas y catalogó de cobarde a Cristián al desistir este de seguir la revolución armada.